# Michael Kolář
Michael Kolář (Praag, 21 november 1992) is een voormalig Slowaaks wielrenner. Als semi-prof won hij een etappe in de Ronde van Servië in 2013. In 2018, na zijn derde plaats op het Slowaaks kampioenschap, kondigde hij zijn afscheid van het professioneel wielrennen aan. Hij kreeg een plaats in de entourage van BORA-hansgrohe.

## Overwinningen
2013
Košice-Miskolc
Banja Luka-Belgrado I
3e etappe Carpathian Couriers Race
3e etappe Ronde van Servië
2015
5e etappe Ronde van Slowakije
2016
5e etappe Ronde van Kroatië (ploegentijdrit)

## Resultaten in voornaamste wedstrijden
| Jaar | Ronde van Italië | Ronde van Frankrijk | Ronde van Spanje |
| ---- | ---------------- | ------------------- | ---------------- |
| 2014 |                  |                     |                  |
| 2015 |                  |                     |                  |
| 2016 |                  |                     |                  |
| 2017 |                  |                     | opgave           |

| Jaar | Ronde van Vlaanderen | Parijs-Roubaix | Gent-Wevelgem | Parijs-Tours |  | WK op de weg |
| ---- | -------------------- | -------------- | ------------- | ------------ |  | ------------ |
| 2014 | opgave               | 141e           | 135e          | opgave       |  |              |
| 2015 |                      |                | opgave        | 56e          |  | opgave       |
| 2016 | opgave               | opgave         | opgave        |              |  | 19e          |
| 2017 |                      | opgave         | opgave        |              |  | opgave       |

## Ploegen
- 2012 –  Dukla Trenčín Trek
- 2013 –  Dukla Trenčín Trek
- 2014 –  Tinkoff-Saxo
- 2015 –  Tinkoff-Saxo
- 2016 –  Tinkoff
- 2017 –  BORA-hansgrohe
- 2018 –  BORA-hansgrohe

Béreš · Broniš · Chalás · Gavenda · Habera · Kolář · Kováč · Mahďar · Špánik · Taragel · Tybor · Varhanik · Vyšna
Baška · Broniš · Daško · Gavenda · Jurčo · Kolář · Kováč · Mahďar · Malovec · Taragel · Tybor · Vyšna
Beltrán · Bennati · Boaro · Breschel · Contador · Hansen · Hernández · Juul-Jensen · Kolář · Kreuziger · Kroon · Kump · Majka · McCarthy · Mørkøv · Paulinho · Petrov · Pires · Poljański · Roche · Rogers · Rovny · C.A. Sørensen · N. Sørensen · Sutherland · Tosatto · Troesov · Valgren · Zaugg · Guldhammer (stagiair)
Basso · Beltrán · Bennati · Boaro · Bodnar · Breschel · Broett · Contador · Hansen · Hernández · Juul-Jensen · Kišerlovski · Kolář · Kreuziger · Majka · McCarthy · Mørkøv · Paulinho · Petrov · Pires · Poljański · Rogers · Rovny · J. Sagan · P. Sagan  · Sørensen · Tosatto · Troesov · Valgren · Zaugg · Gogl (stagiair) · Großschartner (stagiair) · Tolhoek (stagiair)
Baška · Bennati · Blythe · Boaro · Bodnar · Broett · Contador · Gatto · Gogl · Hansen · Hernández · Kišerlovski · Kolář · Kreuziger · Majka · McCarthy · Paulinho · Petrov · Poljański · Rogers · Rovny · J. Sagan · P. Sagan   · Tosatto · Trofimov · Troesov · Valgren · Ballerini (stagiair) · Fortunato (stagiair) · Montagnoli (stagiair)
Ackermann · Archbold · Bárta · Baška · Benedetti · Bennett · Bodnar · Buchmann · Burghardt · Herklotz · Kolář · König · Konrad · Majka · McCarthy · Mendes · Mühlberger · Pelucchi · Pfingsten · Poljański · Pöstlberger · J. Sagan · P. Sagan    · Saramotins · Schillinger · Schwarzmann · Selig
Ackermann · Baška · Benedetti · Bennett · Bodnar · Buchmann · Burghardt · Formolo · Großschartner · Kennaugh · Kolář · König · Konrad · Majka · McCarthy · Mühlberger · Oss · Pelucchi · Pfingsten · Poljański · Pöstlberger · J. Sagan · P. Sagan  · Saramotins · Schillinger · Schwarzmann · Selig